# Laffittita
La laffittita és un mineral de la classe dels sulfurs. Va ser anomenada en honor de Pierre Paul Laffitte, director i president de l'École nationale supérieure des mines de Paris.

## Característiques
La laffittita és un sulfur de fórmula química AgHgAsS₃. Cristal·litza en el sistema monoclínic en cristalls rugosos, de fins a 4 mm, en forma d'eix a prismàtic, tabulars en {100}; també pot aparèixer en forma granular. La seva duresa a l'escala de Mohs és 3,5.
Segons la classificació de Nickel-Strunz, la laffittita pertany a «02.GA: nesosulfarsenats, nesosulfantimonats i nesosulfbismutits sense S addicional» juntament amb els següents minerals: proustita, pirargirita, pirostilpnita, xantoconita, samsonita, skinnerita, wittichenita, lapieïta, mückeïta, malyshevita, lisiguangita, aktashita, gruzdevita, nowackiïta, routhierita, stalderita, erniggliïta, bournonita, seligmannita i součekita.

## Formació i jaciments
La laffittita es forma en dipòsits hidrotermals amb altres sulfurs d'arsènic. Va ser descoberta a Jas Roux, a La Chapelle-en-Valgaudémar (Alts Alps, Provença – Alps – Costa Blava, França). També ha estat descrita als Estats Units, Itàlia i el Kirguizstan.